# Дорога на Берлин
„Дорога на Берлин“ (превод от руски език Пътят към Берлин) е песен на композитора Марк Фрадкин по текст на Евгений Долматовски, създадена през 1944 г. Също така има имената „Брянска улица“ и „Свързана песен“; първоначално стихотворението на Долматовски е публикувано през 1943 г. във вестник „Червена армия“ под името „Улици-пътища“.
През юли и август 1943 г. се провежда битката при Курск, в резултат на която Червената армия окончателно овладява стратегическата инициатива във Великата отечествена война и преминава в настъпление.  Орел е освободен на 5 август 1943 г., Брянск на 17 септември и Гомел на 26 ноември.
През ноември 1943 г. поетът Евгений Долматовски, докато е в Гомел, току-що освободен от нацистките войски, написва кратко стихотворение. В мемоарите си Долматовски съобщава, че е забелязал интересна особеност: „последната улица на освободения град, по която преминават настъпващите войски, изглежда показва пътя към следващия град, който трябва да бъде превзет“. Така според него „нищо повече не е съставено, само е вмъкнат ред в очертаната схема: във втората строфа – за влизането в Брянск, в третия – за Гомел, „и всичко завърши с“ строфа за улица Минск, за факта, че имаме път към Минск. Стихотворението на Долматовски е публикувано във вестник „Червена армия“ под заглавие „Улици-пътища“.
Евгений Долматовски изпраща стихове на композитора Марк Фрадкин, който е в Москва. Фрадкин написва музиката в началото на 1944 г. и резултатът е песен. Първият изпълнител на песента „Улици-пътища“, наречена по-късно „Пътят към Берлин“, е Леонид Утьосов – според Долматовски тя е специално написана от Фрадкин за Утьосов и неговия оркестър. Впоследствие Утьосов си спомня: „Един проблем – песента скоро започна да остарява. В края на краищата всичко завърши с призив: „Напред, към Минск!“ И през юли 1944 г. столицата на Съветска Беларус вече беше освободена. Съветските войници отидоха по-на запад и аз започнах да добавям имената на новите градове, превзети от нашите войски: Брест, Лвов, Люблин, Варшава и така нататък, завършвайки с думите „До Берлин !“. Песента отново стана актуална”. Така „актуализацията“ на текста на песента става в съответствие с последните доклади на Съветското информационно бюро. В изпълнение на Утьосов, песента е записана на диск и то в две версии. Според някои сведения именно по време на записа на диска той получава ново име – „Пътят към Берлин“.
Евгений Долматовски си спомни, че след като изпратил стиховете на Фрадкин, той не получил отговор от него доста дълго време, а след това, почти година по-късно, чул песен с непознато име „Пътят към Берлин“ на радио, в изпълнение на Утьосов. Впоследствие Долматовски пише: „По никакъв начин не отказвайки авторството, все пак трябва да призная, че в песента „Пътят към Берлин“ някои редове не са точно мои, но не принадлежат на моята писалка. Варшава и Берлин изобщо не са посочени от мен в текста. С ръка на сърцето ще кажа, че дори името на песента не е измислено от мен. И все пак, ако думата „схема“ е приложима в изкуството, то заявявам, че схемата на песента е моя...“. Според Долматовски той „вече не командваше песента „Пътят към Берлин“: Московското радио, Фрадкин, Утьосов бяха далече“. В публикувания текст на песента има поне два различни „маршрута“ за настъпление към Берлин: Орел – Брянск – Минск – Брест – Люблин – Варшава и Орел – Брянск – Киев – Лвов,  
Песента „Пътят към Берлин“ звучи по време на Парада на победата, състоял се на 24 юни 1945 г. на Червения площад в Москва – тя се изпълнява от военен оркестър в ритъма на марша. Впоследствие песента „Пътят към Берлин“ (или откъси от нея) са изпълнени във филмите „Юлски дъжд“ (1963, реж. Марлен Хуциев ) и „ Мястото на срещата не може да се промени “ (1979, реж. Станислав Говорухин ).  .
В годините на Брежнев песента става популярна сред съветската младеж в своеобразна интерпретация. Историкът и писател Сергей Семанов припомни, че те го пееха навсякъде и тъй като отвореният стил и строфа позволяваха безкрайно добавяне на нови и нови дестинации, „започнахме направо от Берлин, където беше улица Париж“, след това „разбира се“, взехме то с битка Париж „и прочете за улица Мадрид “, а тази песен „пътешествие“ завърши в Токио.

## Анализ и отзиви
Музикологът Алиса Курцман пише, че песента „Пътят към Берлин“ се отличава със сложен набор от изразителни средства: тя се основава на „редуването в мелодията на интонацията на съпътстващи песни, маршове, усуквания на езици, широки декламационни скокове “ . Според нея в тази песен Фрадкин е намерил „онези техники, които ще използва през целия си по-нататъшен творчески път“.